# Rathlin O'Birne Island SPA
Rathlin O'Birne Island SPA este o arie protejată (arie de protecție specială avifaunistică — SPA) din Irlanda întinsă pe o suprafață de 153,55 ha, integral pe uscat.

## Localizare
Centrul sitului Rathlin O'Birne Island SPA este situat la coordonatele 54°39′52″N 8°49′49″W / 54.6644°N 8.8304°V.

## Înființare
Situl Rathlin O'Birne Island SPA a fost declarat arie de protecție specială avifaunistică în martie 2009 pentru a proteja 3 specii de animale.

## Biodiversitate
Situată în ecoregiunea atlantică, aria protejată nu include niciun habitat protejat.
La baza desemnării sitului se află mai multe specii protejate de  păsări (3): Branta leucopsis, Hydrobates pelagicus, pescăruș negricios (Larus fuscus).
Pe lângă speciile protejate, pe teritoriul sitului au mai fost identificate 4 specii de păsări.